# Choma (Distrikt)

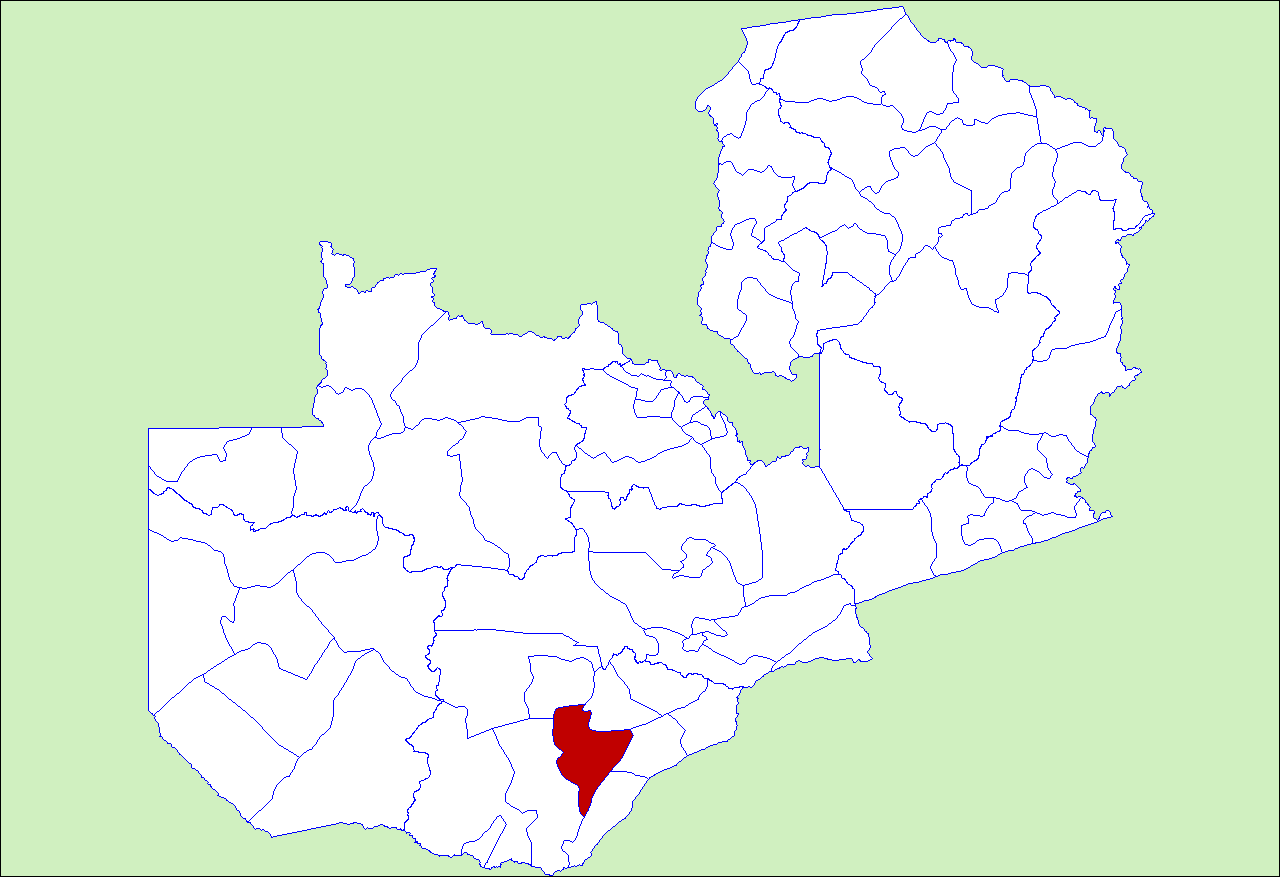
Der Distrikt Choma vor der Abspaltung Pembas

Choma ist einer von 15 Distrikten in der Südprovinz in Sambia. Er hat eine Fläche von 5146 km² und es leben 266.916 Menschen in ihm (2022). Verwaltungssitz ist die Stadt Choma, die gleichzeitig Hauptstadt der Südprovinz ist. Von dem Distrikt wurde 2012 Pemba abgespalten.

## Geografie
Choma befindet sich etwa 150 Kilometer südwestlich von Lusaka. Der Distrikt erhebt sich im Süden und Westen bis auf etwa 1300 m und fällt nach Norden bis auf 1100 m ab.
Der Distrikt grenzt im Norden an den Distrikt Namwala, im Osten an Monze, Pemba und Sinazongwe, im Süden an Zimba und im Westen an Kalomo.

## Wirtschaft
Trotz der relativ wohlhabenden Hauptstadt ist die Armut im übrigen Distrikt noch sehr verbreitet. Wald wird gerodet, um Holzkohle zu produzieren, weshalb immer größere Flächen in diesem Trockengebiet erodieren.

## Infrastruktur
Der Distrikt, und vor allem die Hauptstadt, ist gut angeschlossen. Er wird von Ost nach West von der Bahnlinie Lusaka – Livingstone und der Fernstraße T1 durchquert.

## Überschwemmungen
Nach schweren Niederschlägen, die sich ab dem 11. Januar 2022 als Folge des Tropischen Sturms Ana ereigneten, kam es am 16. Januar in den Distrikten Choma und Namwala sowie später am 2. Februar in Ndola zu schweren Überschwemmungen. Insgesamt waren in Sambia 1.000.000 Menschen betroffen. Am stärksten war dabei Namwala betroffen. Auch viele nicht von Überflutungen betroffene Gebiete erlitten durch die starken Niederschläge Schäden in der Landwirtschaft.